# Marthe Robin
Marthe Robin (n. 13 martie 1902, Châteauneuf-de-Galaure, Drôme, Franța – d. 6 februarie 1981, Châteauneuf-de-Galaure, Rhône-Alpes, Franța) a fost o mistică romano-catolică franceză si purtătoare a stigmatelor. Ea a devenit imobilizată la pat la vârsta de 21 de ani, rămânând astfel toată viața. Conform EWTN ea nu mâncat nimic timp de ani de zile în afară de Împărtășanie.
În 1928 a intrat într-un ordin franciscan. În 1936 fondează Căminele Carității. Această congregație a influențat multe altele cum ar fi Comunitatea Sfântului Ioan, Comunitatea Emanuel, Comunitatea Fericirilor. Dosarul ei de beatificare a fost depus de autoritățile unei  dioceze în 1987 și înaintat către Vatican în 1996 fiind în curs de desfășurare.
Conform scepticilor cazul ei este o înșelătorie elaborată.

## Biografie

### Copilăria

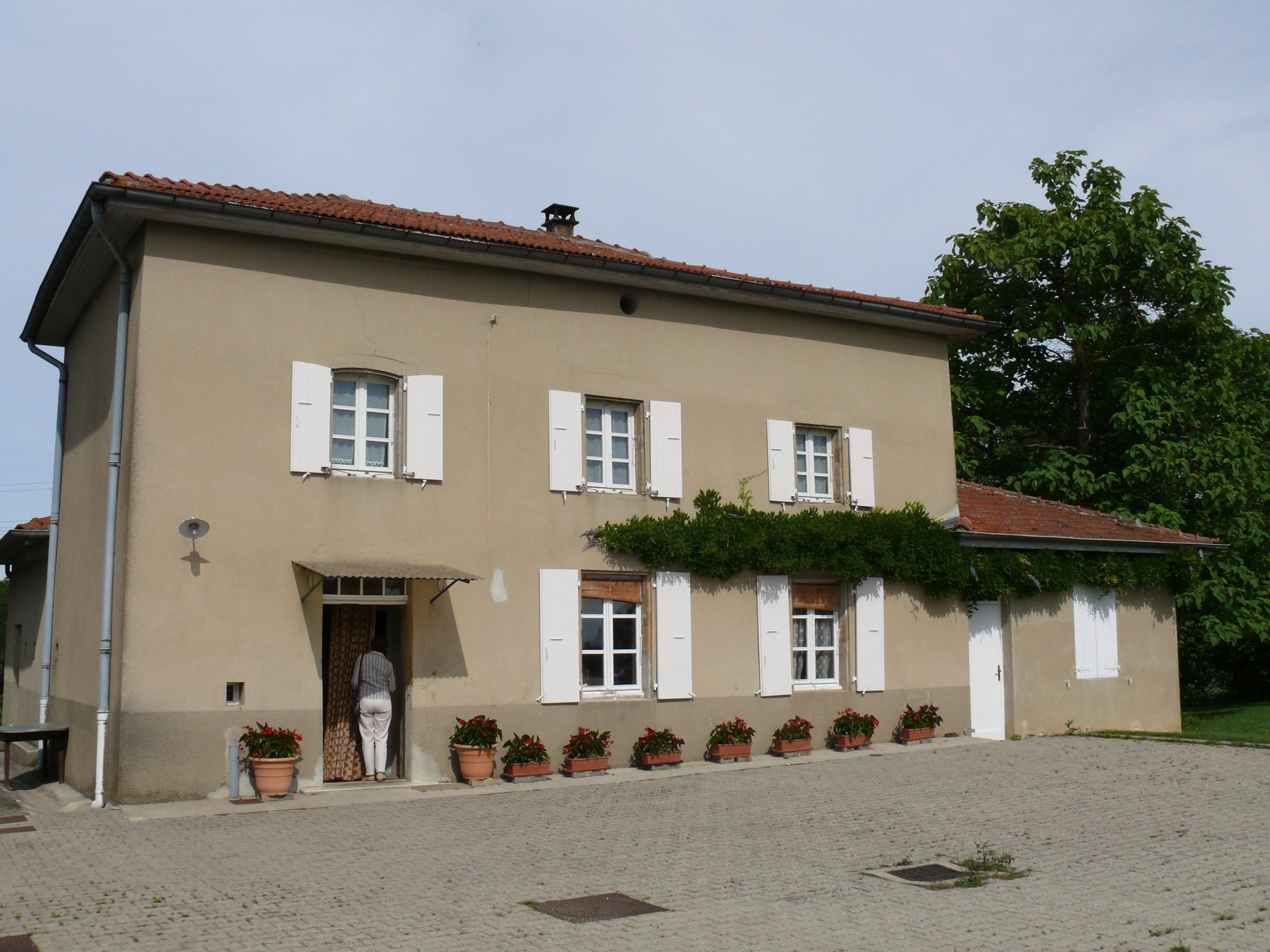
Ferma familiei Robin

Marthe Robin se naște la 13 martie 1902 la Châteauneuf-de-Galaure (Drôme), în cartierul Moïlles numit de localnici “La Plaine”. Este al șaselea și ultimul copil al lui  Joseph Robin și Amélie-Célestine Chosson, agricultori, căsătoriți în 1889. În 1903 Martha se îmbolnăvește de febra tifoidă, maladie pe care o contactează și sora ei Clemence. Ea însași a scăpat cu puțin de moarte și, după două luni de boală, a început să își revină, dar rămâne totuși fragilă întreaga copilărie. Va merge la școala publică de la poalele localității Châteauneuf-de-Galaure. Va rămâne aici până la vârsta de 13 ani, frecventând cursurile complementare care urmează școlii primare. Bolnavă adesea ea nu reușește până la urmă să își dobândească certificatul de studii primare. Marthe ajută la munca din cadrul fermei familiale și participă la viața satului. Personalitatea sa este aceea a unei fete “voioase, deschisă spre viitor, serviabilă, tachinatoare,...”

### Boala
Cel care a avansat cauza beatificării Marthei Robin este părintele Bernard Peyrous, un preot al comunității Emanuel. Lucrarea sa, care adună elementele anchetei diocezei din 1986 asupra Marthei Robin, arată că această a căzut bolnavă la 1 decembrie 1918. Medicii care au examinat-o s-au gândit că este vorba despre o tumoare cerebrală. Ea a intrat într-o coma de patru zile. A ieșit din aceasta fază acută și pare a se restabili de-a lungul a câteva săptămâni, dar boala progresează și Marthe rămâne parțial paralizată. Are probleme de vedere, până la pierderea vederii pentru câteva săptămâni. În aprilie-mai 1921,  bolnava trece printr-o fază de atenuare, care a fost urmată mai târziu, după spusele lui Bernard Peyrous, de mai multe crize, până la paralizia definitivă a membrelor inferioare, la începutul lui mai 1928.
O interpretare a putut sa fie dată în privința bolii sale, pe baza documentelor medicale analizate în momentul anchetei diocezei și a unui examen medical complet făcut în 1942 de către doi medici din Lyon (Jean Dechaume, profesor la facultatea de medicină din Lyon și Andre Ricard, chirurg). Se pare că Marthe a contractat encefalită letargică sau boala Von Economo cum mai este numită, fiind vorba de o afecțiune inflamatorie a sistemului nervos. Marthe rămâne în cadrul fermei familiei unde apropiații au grijă de ea. Ca și în cazul altor bolnavi, ea este afectată de neînțelegerea celor din anturaj, incluzând aici și familia. Problemele ei de deplasare, dar și o hipersensibilitate la lumină o obligă să rămână retrasă, într-o cameră puțin luminată.

### Începutul vieții spirituale
Părinții Marthei sunt credincioși dar nu practicanți. Marthe poartă mărturia unei iubiri precoce față de rugăciune: “Întotdeauna l-am iubit enorm pe Bunul Dumnezeu atunci când eram o mică fetiță... Întotdeauna m-am rugat enorm toată viața... “  Împărtășania pe care o primește la 15 august 1912 este, după propriile sale cuvinte, un moment foarte important pentru ea. Îi place să se roage, să viziteze bolnavii, să contemple în natură opera lui Dumnezeu. Experiența bolii  începute  în 1918 merge în paralel cu apropierea de Dumnezeu. Marthe trece cu răbdare prin încercările vieții încercând să se facă utilă, făcând activități ce țin de croitorie pentru a-și ajuta familia. În 1925 Marthe scrie un act de abandon și de iubire către voința lui Dumnezeu. Marthe dorește să aparțină în întregime lui Iisus și îndrăgește tot mai mult Euharistia.

### Experiențele mistice
Viața spirituală a Marthei este atât de analizată de către mulți autori tocmai datorită fenomenelor mistice ce au avut loc in jurul ei. Mărturiile apropiaților, preoților, episcopilor și laicilor aveau să fie scoase la lumină încă o dată de către ancheta diocezană (1986-1996), pe baza cărora Bernanrd Peyrous, cel care avansează cauza de beatificare, a scris o biografie a Marthei. Autenticitatea  tuturor acestor marturii în ochii bisericii catolice a trebuit sa fie încă odată examinată, în momentului procesului de beatificare care este în curs de desfășurare. Pentru cei din afară această procedură de tip contradictoriu este internă biserici catolice și cu greu poate să fie verificată în toate detaliile de către un autor sau un organism exterior acestei instituții. Menționarea acestor fenomene este întotdeauna inevitabilă când este vorba de viața Marthei Robin.
Marthe Robin însăși păstra discreția asupra acestora și îi încuraja pe creștini să nu se focalizeze asupra acestor fenomene exterioare. După înaintarea cauzei beatificării, cei cinci episcopi succesivi ai diocezei Valence (de care Marthe Robin aparținea), cu toții au dat dovadă de o prudență justificată, cunoscând-o totuși pe Marthe Robin pe care ei niciodată nu a considerat-o ca o persoană în care nu se poate avea încredere.

### Viața mistică
La 25 martie 1922, după mărturia sorei sale Alice, Marthe are o viziune a Fecioarei Maria. Conform mărturiei culeasă în momentul anchetei diocezei din 1986, această viziune este urmată de alte apariții particulare. În timpul unei misiuni parohiale organizată la Châteauneuf-de-Galaure, doi preoți capucini, părintele Marie Bernard și părintele Jean, fac o vizită Marthei Robin la 3 decembrie 1928. Aceștia au liniștit-o și au ajutat—o să își înteleagă mai bine vocația sa spirituală. Conform celui care a înaintat cauza beatificării, Hristos îi apare Marthei Robin în noaptea de 4 decembrie 1928. Ea mărturisește această apariție părintelui Faure, preotul parohiei ei și decide să se dăruiască în totalitate lui Dumnezeu și de a-I oferi suferința sa, unită cu a Lui într-o rugăciune a iubirii. Spiritualitatea Marthei se dezvoltă și se centrează tot mai mult în jurul patimilor lui Hristos și Euharistiei. Ea primește regulat vizita tot mai multor preoți din împrejurimi.
Conform apropiaților, începând cu 1930 ea încetează să se mai hrănească cu excepția ostiei consacrate, mod de a se hrăni ce durează până la moartea sa, 51 de ani mai târziu. La începutul lunii octombrie 1930, conform mărturiei părintelui Malmann, ea primește stigmatele. În octombrie-noiembrie 1931, conform propriei sale mărturii, ea începe să sufere patimile lui Hristos în fiecare vineri, fenomen pe care îl va trăi în continuare, în fiecare săptămână până la moartea sa în 1981  și ai cărui martori sunt toți apropiații și mulți preoți.

### Realizări și întâlniri
Faptul ca datorită bolii Marthe e obligată să rămână închisă în camera ei nu o mai ține de acum departe de lume. Din 1928 Marthe are un părinte spiritual, abatele Faure, preotul parohiei sale. Ea participa la viața parohiei și a satului în felul ei. Astfel în octombrie 1934, la inițiativa sa, o școală de fete este creată la Châteauneuf-de-Galaure, care se va dezvolta rapid. În 1936 îl întâlnește pe George Finet, un preot din Lyon, care devine și va rămâne pana la moarte părintele ei spiritual. Acesta o ajută să fondeze primele Cămine ale Carității la  Châteauneuf-de-Galaure. Laicii participă la viața spirituală din căminul Marthei sub supravegherea unui preot. Aici la Châteauneuf-de-Galaure se organizează retrageri de câte cinci zile pentru toți cei care doresc, mai mult de 2000 de persoane participând la astfel de zile de retragere și comuniune spirituală. Cei care participă la aceste retrageri spirituale pot să ajungă să o vadă pe Marthe. În cincizeci de ani, Marthe a întâlnit astfel, în mod individual, mai bine de 100 000 de persoane, printre care și sute de preoți și episcopi. Anumiți vizitatori așteptau de la Marthe un sfat, o consiliere spirituală. După spusele lui Bernard Peyrous, ea nu dădea sfaturi fără să le însoțească de amănunte care sa le facă explicite și ușor de înțeles.  “Ea punea întrebări, făcea sugestii, elimina îndoielile și lăsa persoana să tragă concluzia singură”.  Ea a întreținut de asemenea o importantă corespondența.

## Posteritate

### Căminele Carității
Numeroase Cămine ale carității inspirate de exemplu ei personal au fost construite apoi. În 1984 au fost recunoscute de către biserica catolică conform dreptului internațional ca asociații ale credincioșilor asociate Consiliului pontifical pentru laici. Cămine ale carității sunt astăzi în număr de 75 în 44 de țări. 

### Procesul beatificării
Marthe Robin s-a stins la 6 februarie 1981. O anchetă a diocezei în vederea beatificării ei a fost deschisă în 1986. Doi experți, un teolog și un istoric, au fost desemnați în 1988. Nihil obstat a fost acordat de către Roma în 1991. Între 1988 și 1996 mai mult de 120 de martori și experți au fost intervievați. Din 1993 până în 1995 o biografie critică este redactată pentru Congregația cauzei sfinților. Un dosar de 17 000 de pagini a fost depus la Roma în 1996.
Un decret al Congregației pentru cauza sfinților din 24 aprilie 1998 a constatat validitatea anchetei diocezei. Positio, ce rezumă 2 000 de pagini din dosarul de beatificare care reprezintă rezultatele acestei anchete diocezane este supusă pe 6 mai 2010 unei comisii de studiu formată din teologi. Ei nu s-au pronunțat încă asupra  eroismului virtuților Marthei Robin. Odată ce această etapă va fi depășită, Marthe Robin va fi declarată venerabilă și recunoașterea unui miracol va fi apoi necesară pentru ca beatificarea să poată să fie decisă.
Numărul vizitatorilor care au venit să se roage la Plaine, locul unde ea a trăit, s-a dublat în zece ani, pentru a ajunge la 40 000 pe an..

## Opinii medicale și opinii sceptice
Filosoful Jean Guitton a afirmat că Marthei i-a fost oferită posibilitatea de a face analize medicale la o clinică pentru mai multe luni în scopul de a dovedi scepticilor că faptul că ea nu mânca nu era o înșelătorie sofisticată. Dar Marthe a refuzat spunând „Chiar credeți că îi va convinge pe oameni? Cei care nu cred în asta nu vor începe să creadă din această cauză.” Prin urmare, nu există dovezi clinice asupra susținerii că Marthe Robin n-a mâncat nimic timp de cincizeci de ani. Guitton a afirmat că „în epoca noastră prudența ne cere să pornim de la premiza că astfel de fenomene pot fi explicate doar prin autosugestie, isterie sau boli mintale mai degrabă decât printr-o cauză nobilă și transcendentă.”
Mulți oameni de știință sceptici consideră manifestările mistice ale Marthei, în special lunga ei postire, drept o înșelătorie sofisticată iar în lumea științei, deși mulți medici ai timpului eliminaseră această posibilitate mulți alții au diagnosticat-o cu isterie. De exemplu: 
- Gonzague Mottet, pentru care „l’avalanche de troubles qui n’ont en commun que leur appartenance à la classique sémiologie des manifestations hystériques est assez caricaturale pour nous permettre de porter le diagnostic de conversion hystérique.” („avalanșa de tulburări [ale Marthei Robin], care au în comun doar apartenența lor la semiologia clasică a manifestărilor isterice, sunt suficient de caricaturale pentru a permite un diagnostic de conversie isterică.”),[27]
- Jean Lhermitte, pentru care, și mai pe larg, aceste fenomene sunt „des accidents de nature névrosique ou mieux psychonévrosique à caractère hystérique.” („accidente ale unei naturi nevrotice sau, mai degrabă, psihonevrotice cu caracter isteric”),[28]
- Pierre Janet, pentru care „les sainte Hildegarde, les Marie Chantal, les Catherine Emmerich et bien d'autres avaient tout simplement des attaques de catalepsie” („sfinte cum ar fi Hildegarde, Marie Chantal, Catherine Emmerich și multe altele pur și simplu au avut atacuri de catalepsie”)[29]
- preotul sceptic Herbert Thurston a declarat că „encore jamais vu de cas de stigmatisation chez un sujet dépourvu de symptômes névrotiques.” („nu am văzut niciodată vreun caz de stigmate într-un pacient lipsit de simptome nevrotice”),[30]
- Jean-Martin Charcot, care a diagnosticat toate manifestările extraordinare — postiri lungi, vindecări miraculoase, posesiuni demonice, levitație, vedenii — drept isterie[31]
- Herbert Thurston, pentru care le cas de Thérèse Neumann présente des analogies frappantes avec ce que vivait l’hystérique américaine Mollie Fancher („cazul Thérèsei Neumann are o enormă similaritate cu experiențele istericei americane Mollie Fancher”),[32] (Același diagnostic, de isterie gravă, i-a fost aplicat Thérèsei Neumann în 1938).[33]
- Conform unei cercetări a profesorului de filozofie François de Muizon, pantofi purtați și un bazin conținând melenă au fost găsite în camera Marthei Robin, ceea ce ar indica faptul că ea se putea mișca ceva mai mult decât s-a susținut[34][35]
- Conform lui François de Muizon, nimeni nu a putut explica supraviețuirea ei în ciuda lungii postiri.[35][36] În același timp, autorul consideră că din păcate niciodată nu i s-a făcut ei o autopsie.[35]